# Too Young
"Too Young" là ca khúc do Sidney Lippman sáng tác, Sylvia Dee đặt lời.Bài hát phát hành năm 1951. Bài hát đã được nhiều nghệ sĩ thu âm. Phiên bản nổi tiếng nhất là của Nat King Cole.